# Ulica św. Jerzego we Wrocławiu
Ulica św. Jerzego – ulica położona we Wrocławiu na osiedlu Huby, w dawnej dzielnicy Krzyki. Ma 241 m długości i biegnie od ulicy Hubskiej do ulicy Wapiennej. Ulica przebiega przez obszar wpisany do gminnej ewidencji zabytków pod pozycją Huby i Glinianki, stanowiąc fragment jego południowej granicy, którego historyczny układ urbanistyczny podlega ochronie. Ponadto przy ulicy i w najbliższym otoczeniu znajdują się obiekty wpisane do gminnej ewidencji zabytków.

## Historia
Obszar osiedla Huby przez który przebiega ulica św. Jerzego został włączony w granice miasta w 1868 r.. Ulica św. Jerzego powstała w XIX wieku. Przed rokiem 1871 r. zbudowano przy niej już cztery kamienice czynszowe, a w latach 1871-1880 powstało tu pięć kolejnych domów. Zabudowę ulicy kontynuowano, a w latach 1890-1900 zabudowano obie strony ulicy, kiedy to powstało kolejnych 10 budynków. Do 1901 r. zabudowa obejmował już numery od 1 do 27 (z wyjątkiem numeru 25) w pierzei północnej i od numeru 2 do 18 w pierzei południowej. Należy jednak wskazać, że po południowej stronie na końcu ulicy za numerem 18 znajdował się cmentarz wsi Huby (Hubener Friedhof), z numerem 28  , przy czym w 1948 r. cmentarz nie był jeszcze zlikwidowany.
W rejonie osiedla Huby pod koniec II wojny światowej, podczas oblężenia Wrocławia w 1945 r., prowadzone były działania wojenne. Front dotarł do ulicy Przestrzennej (Goethego), około 25–26 marca 1945 r. Trwały tu zacięte i bezpardonowe walki niemal o pojedyncze budynki. W wyniku tych działań znaczna część zabudowy uległa zniszczeniu, choć niektórzy autorzy publikacji wskazują, że w tym rejonie miasta bardzo dużo zniszczeń było wynikiem podpaleń dokonanych przez żołnierzy Armii Radzieckiej dokonanych po zdobyciu tego obszaru.
Odbudowę i nową zabudowę w tej części miasta rozpoczęto w latach 50. XX wieku i kontynuowano w latach 60. XX wieku. Część zabudowy ulicy została zachowana dzięki przywróceniu nadających się jeszcze do eksploatacji kamienic do stanu pozwalającego na ich użytkowanie. Z kolei w ramach budowy osiedla mieszkaniowego „Huby”, oprócz typowych bloków wolnostojących budowano także budynki w zabudowie plombowej. W tym czasie przy ulicy św. Jerzego nie powstała jednak żadna zabudowa mieszkalna. Zbudowano natomiast po południowej stronie obiekt handlowy oraz szkołę. Dopiero w latach późniejszych powstały budynki plombowe uzupełniające pierzeję północną ulicy (numery 1-7 i 15-15a).

## Nazwa
W swojej historii ulica nosiła następujące nazwy:
- Georgenstrasse, do 20.12.1945 r.[20][28][29]
- św. Jerzego, od 20.12.1945 r.[1][20][30][16].

Niemiecka nazwa ulicy Georgenstrasse została przyjęta na podstawie propozycji z 1874 r. złożonej przez jej mieszkańców. Nie zostało jednak sprecyzowane, o jakiego Jerzego chodzi. Współczesna nazwa ulicy – ulica św. Jerzego – została nadana przez Zarząd Miejski i ogłoszona w okólniku z dnia 20.12.1945 r. nr 94.

## Układ drogowy
Ulica św. Jerzego biegnie od ulicy Hubskiej, a kończy się na skrzyżowaniu z ulicą Wapienną. Ulica łączy się z następującymi drogami kołowymi:
| Powiązanie   | kierunek | Droga                             | Fotografia | Opis |
| ------------ | -------- | --------------------------------- | ---------- | ---- |
| skrzyżowanie | ← →      | ulica Hubska torowisko tramwajowe |            |      |
| skrzyżowanie | ← →      | ulica Wapienna                    |            |      |

## Drogi przypisane do ulicy
Do ulicy św. Jerzego przypisana jest droga gminna (numer drogi 105694D, numer ewidencyjny drogi G1056940264011), która obejmuje ulicę o długości 241 m. Ulica położona jest na działkach ewidencyjnych o łącznej powierzchni 5 436 m² (5 439 m²). Nawierzchnia ulicy wykonana jest jako brukowana z kamiennej kostki granitowej, z wyjątkiem krótkiego odcinka przy skrzyżowaniu z ulicą Hubską gdzie zastosowano masę bitumiczną. Ulica przebiega przez teren położony na wysokości bezwzględnej od 122,1 do 122,7 m n.p.m.. Ulica (podobnie jak powiązane z nią pozostałe ulice z wyjątkiem ulicy Hubskiej) położona jest w strefie ograniczenia prędkości do 30 km/h. Wskazana jest w ramach tej strefy dla ruchu rowerowego w powiązaniu z ulicą Wapienną oraz drogami rowerowymi biegnącymi przy ulicy Hubskiej i Kamiennej. Ulicą św. Jerzego nie przebiegają jakiekolwiek linie komunikacji miejskiej. Natomiast ulicą Hubską przebiegają linie tramwajowe, a ulicą Kamienną linie autobusowe .

## Zabudowa i zagospodarowanie

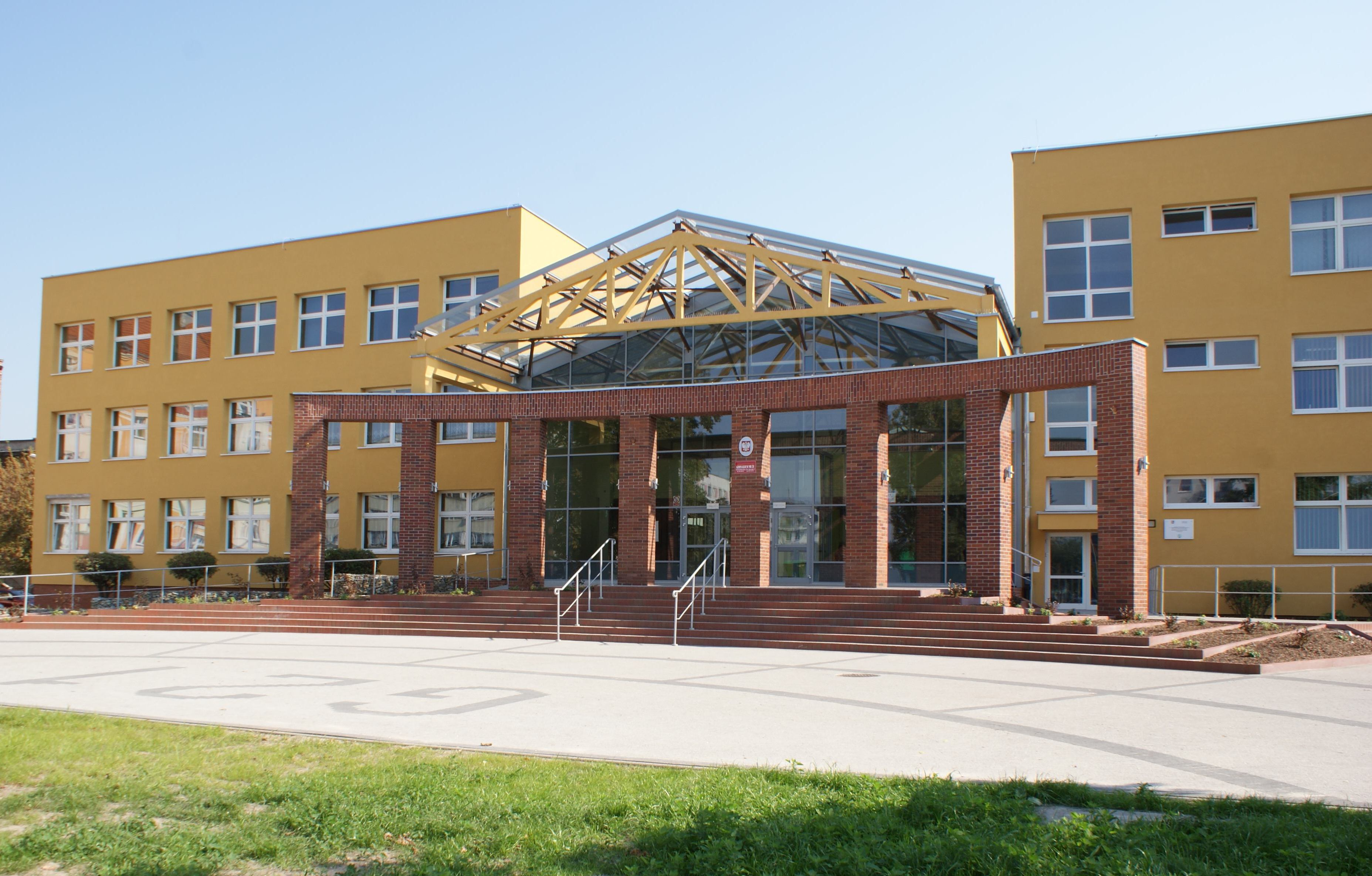
Szkoła

Ulica przebiega przez obszar zabudowy śródmiejskiej. Współczesna ulica św. Jerzego jest w tym obszarze jedynie ulicą osiedlową. Dla tak ukształtowanej ulicy dominującą funkcją zabudowy jest funkcja mieszkalna położonych tu budynków. Są to kamienice, oraz budynki w uzupełniającej zabudowie plombowej. Znajdujące się tu budynki mają od czterech do ośmiu kondygnacji. Po południowej stronie ulicy znajduje się obiekt handlow-usługowy o powierzchni zabudowy wynoszącej 967 m² oraz teren i zabudowa szkoły. Budynek ten ma trzy kondygnacje nadziemne, powierzchnię zabudowy wynoszącą 3 823 m2, położony jest na terenie o powierzchni 1,7184 ha. Adres szkoły to ul. św. Jerzego 4. Obecnie w budynku mieści się szkoła podstawowa, choć w historii budynku był okres, że mieściło się tu gimnazjum.

## Punkty adresowe i budynki
Punkty adresowe przy ulicy św. Jerzego (wg stanu na 2021 r.):
- strona północna – numery nieparzyste:
  - ulica św. Jerzego 1[53], 3[54], 5[55], 7[56] (oraz ulica Hubska 117[57]): budynek mieszkalny (7 kondygnacji)[58]
  - ulica św. Jerzego 11[59]: kamienica[5] mieszkalna (5 kondygnacji)[60]
  - ulica św. Jerzego 13[61]: kamienica[5] mieszkalna (5 kondygnacji)[62]
  - ulica św. Jerzego 15[63], 15a[64]: budynek mieszkalny (8 kondygnacji)[65]
  - ulica św. Jerzego 17[66]: kamienica[5] mieszkalna (3 kondygnacje)[67]
  - ulica św. Jerzego 19[68]: kamienica[5] mieszkalna (3 kondygnacje)[69]
  - ulica św. Jerzego 21[70]: kamienica[5] mieszkalna (5 kondygnacji)[71]
  - ulica św. Jerzego 23[72]: kamienica[5] mieszkalna (3 kondygnacje)[73]
  - ulica św. Jerzego 25[74] (oraz ulica Wapienna 30[75]): kamienica[5] mieszkalna (5 kondygnacji)[76]
- strona południowa – numery parzyste:
  - ulica św. Jerzego 2[77]: budynek handlowo-usługowy (1 kondygnacja)[24] – sklep (supermarket) sieci Biedronka[78], parking o 20 miejscach postojowych[79]
  - ulica św. Jerzego 4[51]: budynki oświaty, nauki i kultury oraz sportowe (3 kondygnacje)[25] – Szkoła Podstawowa nr 77[48].

## Demografia
Ulica przebiega przez dwa rejony statystyczne, przy czym prezentowane dane są aktualne na dzień 31.12.2020 r.:
| Rejon statystyczny nr | Liczba osób zameldowanych na pobyt stały | Gęstość zaludnienia [os./km²] | Położenie                                                     |
| --------------------- | ---------------------------------------- | ----------------------------- | ------------------------------------------------------------- |
| 931740                | 768                                      | 32 222                        | strona południowa: nie dotyczy strona północna: nr od 1 do 23 |
| 931750                | 957                                      | 12 502                        | strona południowa: całość strona północna: nr 25              |

## Ochrona i zabytki
Obszar przez który przebiega ulica św. Jerzego podlega ochronie i jest wpisany do gminnej ewidencji zabytków pod pozycją Huby i Glinianki. W szczególności ochronie podlega historyczny układ urbanistyczny w rejonie ulic Suchej, Hubskiej, Kamiennej i Borowskiej, wraz z Parkiem Andersa i zajezdnią oraz osiedlem w rejonie ulic Paczkowskiej i Nyskiej kształtowany sukcesywnie w latach 60. XIX wieku oraz w XX wieku i po 1945 r. Stan zachowania tego układu ocenia się na dobry.
Przy ulicy i w najbliższym sąsiedztwie znajdują się następujące zabytki wpisane do gminnej ewidencji zabytków:
| Obiekt, położenie                                                                                                  | Powstanie, rodzaj ochrony                              | Fotografia |
| --- | ------------------------------------------------------ | ---------- |
| Kamienica ulica św. Jerzego 11 (strona północna ulicy)                                                             | około 1890 r. rodzaj ochrony: inny                     |            |
| Kamienica ulica św. Jerzego 13 (strona północna ulicy)                                                             | około 1890 r. rodzaj ochrony: inny                     |            |
| Sierociniec prowadzony przez zakonnice, obecnie budynek mieszkalny ulica św. Jerzego 17-19 (strona północna ulicy) | około 1870 r. rodzaj ochrony: inny                     |            |
| Kamienica ulica św. Jerzego 21 (strona północna ulicy)                                                             | około 1890 r. rodzaj ochrony: inny                     |            |
| Kamienica ulica św. Jerzego 23 (strona północna ulicy)                                                             | około 1890 r. rodzaj ochrony: inny                     |            |
| Kamienica ulica św. Jerzego 25 (strona północna ulicy)                                                             | około 1920 r., 2007-2011 (remont) rodzaj ochrony: inny |            |

## Baza TERYT
Dane Głównego Urzędu Statystycznego z bazy TERYT, spis ulic (ULIC):
- województwo: DOLNOŚLĄSKIE (02)
- powiat: Wrocław (0264)
- gmina/dzielnica/delegatura: Wrocław (0264011) gmina miejska; Wrocław-Krzyki (0264039) delegatura
- Miejscowość podstawowa: Wrocław (0986283) miasto; Wrocław-Krzyki (0986544) delegatura
- kategoria/rodzaj: ulica
- Nazwa ulicy: ul. św. Jerzego (07492)[97].